# Saint-Sauveur-Lalande
Saint-Sauveur-Lalande é uma comuna francesa na região administrativa da Nova Aquitânia, no departamento Dordonha. Estende-se por uma área de 9,21 km². Em 2010 a comuna tinha 160 habitantes (densidade: 17,4 hab./km²).